# Dimorphandra

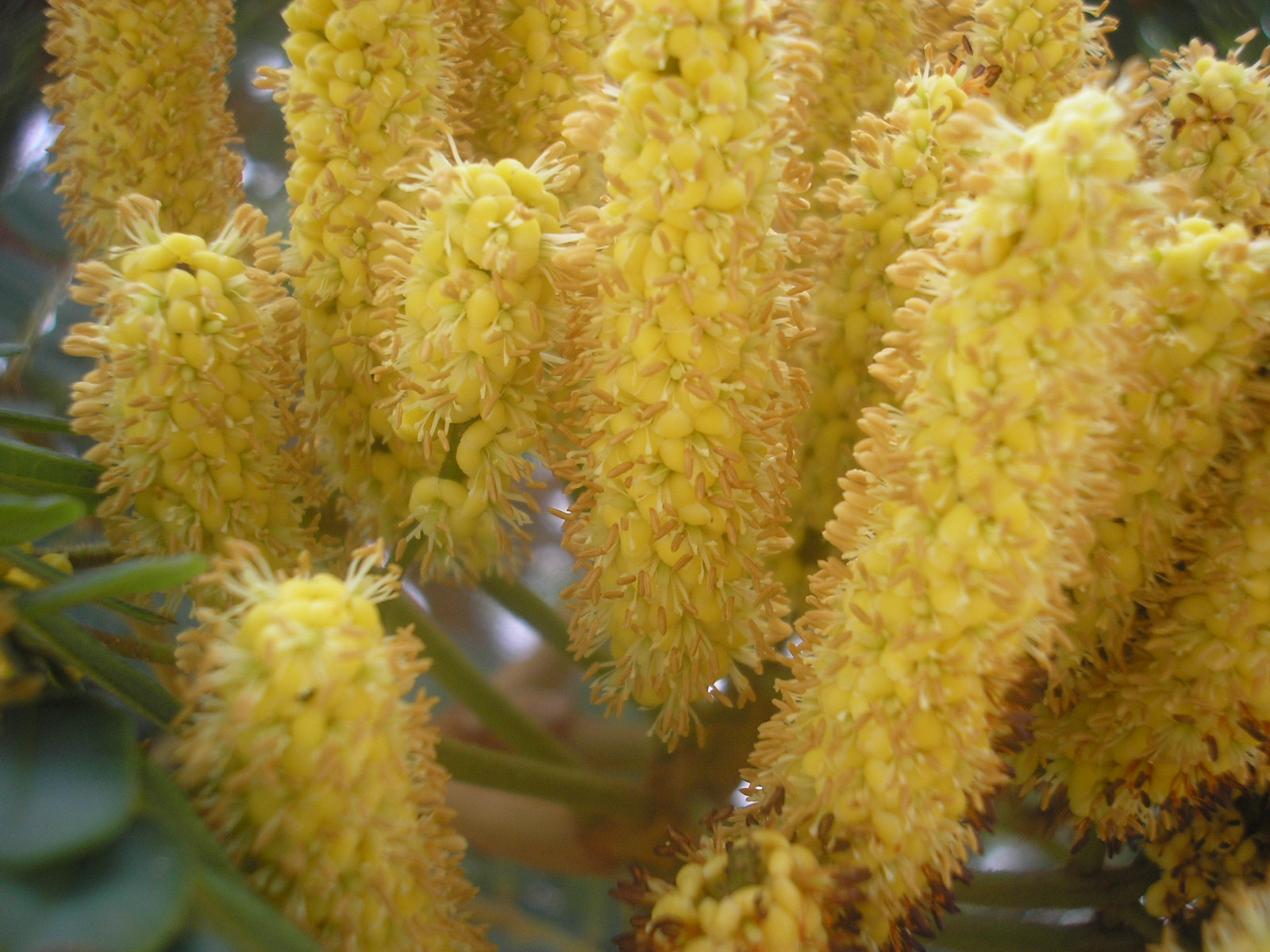
Detail květenství Dimorphandra mollis

Dimorphandra je rod rostlin z čeledi bobovité. Jsou to stromy s dvakrát zpeřenými listy a drobnými květy v hustých klasovitých květenstvích. Vyskytují se v počtu asi 26 druhů v tropické Jižní Americe.

## Popis
Zástupci rodu Dimorphandra jsou nízké až mohutné stromy. Listy jsou dvakrát zpeřené, složené z 1 až mnoha párů postranních žeber nesoucích 2 až mnoho párů lístků. Květy jsou početné, drobné, bílé, žluté nebo červené, oboupohlavné, v hustých vzpřímených klasech nebo hroznech. Kalich je zvonkovitý, trubkovitý nebo miskovitý, zakončený 5 krátkými laloky. Korunní lístky jsou volné, obvejčité až podlouhlé. Fertilních tyčinek je 5 a střídají se s 5 sterilními staminodii. Semeník je přisedlý nebo krátce stopkatý, s mnoha vajíčky a krátkou čnělkou nesoucí vrcholovou bliznu. Plody jsou pukavé nebo nepukavé, čárkovité nebo srpovité, dužnaté nebo dřevnaté. Obsahují drobná okrouhlá, podlouhlá nebo oválná, tvrdá semena. U některých druhů se plody otevírají explozivně.

## Rozšíření
Rod Dimorphandra zahrnuje asi 26 druhů. Je rozšířen v Jižní Americe od Kolumbie a Guyany po Paraguay, Bolívii a Peru. Nejvíce druhů se vyskytuje v Brazílii. Nejčastěji rostou ve vlhkých horských lesích, v suchých porostech typu cerrado a caatinga a na suchých písčitých savanách.

## Význam
Dřevo některých druhů, např. Dimorphandra exaltata, je místně používáno v truhlářství a na výrobu držadel a jiných drobných předmětů. Kůra D. mollis je používána jako zdroj tříslovin. Některé druhy mají využití v medicíně nebo jako okrasné rostliny.